# Kennen Sie Ihren Liebhaber?
Kennen Sie Ihren Liebhaber? ist ein deutsches Filmdrama von Michael Kreindl aus dem Jahr 2012, dessen Hauptrollen mit Christine Neubauer, Hans-Werner Meyer und Ulrich Noethen besetzt sind.

## Handlung
Victoria Stellmann ist Leiterin der Kreuzfahrtreederei Stellmann Cruises, in der auch ihr Bruder Ansgar mitarbeitet. Sie lebt mit ihrem Mann Kai, einem Arzt, und ihren Kindern Zoë und Henri in einer noblen Villa. In Fachkreisen ist sie geachtet und beliebt. Eines Tages fährt sie zur Jahrestagung der Nautischen Gesellschaft an die Küste, wo sie als Rednerin eingeladen ist. Im Hotel stößt sie zuerst mit einem anderen Gast zusammen, der sich schließlich als ihr Zimmernachbar entpuppt, und lernt später den Investmentbanker Jacques Oberländer kennen. Er ist charmant und führt sie zum Essen aus. Später gehen beide am Strand entlang und fahren gemeinsam Schlittschuh. Victoria ist von der liebenswürdigen Aufmerksamkeit Jacques’ angetan, zieht sich jedoch zurück, als er versucht, sie zu küssen. Auch sein Angebot, sich zu duzen, lehnt sie ab, nimmt jedoch seine Visitenkarte an. Zurück zu Hause berichtet sie nicht von ihrer neuen Bekanntschaft.
Sie wird unruhig, als ihre Kinder von einem „Hundefänger“ in der Nähe des Grundstücks sprechen. Auf einer Vernissage, die sie zusammen mit ihrem Mann besucht, trifft Victoria scheinbar zufällig Jacques wieder, der mit ihr flirtet und ihr am Ende heimlich eine Konzertkarte schenkt. Auf ihr hat er notiert, dass sie ihm gefalle. Victoria geht mit ihm zum Konzert. Später begleitet er sie nach Hause und küsst sie. Sie lässt es geschehen. Einige Tage später fährt sie in ihr Ferienhaus nach Ahrenshoop, wo sie die Bilanzen der Reederei prüft. Plötzlich steht Jacques vor der Tür. Zunächst ist sie irritiert und erschrocken, weil er ihr scheinbar überall hin folgt, erliegt am Ende jedoch seinem Charme. Beide lieben sich im Haus. Kurze Zeit später erhält Victoria eine Sendung an ihren Arbeitsplatz zugestellt, die einen Erpresserbrief und einen Speicherstick enthält. Auf dem Stick befindet sich ein Video, das Victoria in der Ferienvilla beim Liebesspiel mit Jacques zeigt. Der Erpresser fordert wenig später 500.000 Euro Schweigegeld. Victoria vertraut sich verzweifelt Jacques an, der verspricht, mit den Erpressern in Kontakt zu treten und direkt mit ihnen zu verhandeln.
Weil Victoria das geforderte Geld nicht auf einmal abheben kann, reagiert Jacques ungehalten. Victoria kommen Zweifel, zumal er sie auf einer Jacht empfangen hat, aber offensichtlich nicht einmal in der Lage ist, in der Bordküche Kaffee zu kochen. Sie lässt Nachforschungen zu Jacques’ Firma anstellen und findet heraus, dass es sich um eine Briefkastenfirma handelt. Am Tagungsort erfährt sie, dass Jacques damals mit einem gewissen Herrn Schröder eingecheckt hat – Victorias Zimmernachbarn. Als sie von Jacques eine SMS erhält, in der er ihr mitteilt, dass die Erpresser ihre Forderung auf zwei Millionen Euro erhöht haben, hat Victoria genug. Sie gesteht ihrem Mann ihre Affäre. Anschließend geht sie zur Polizei und zeigt Jacques an. Es stellt sich heraus, dass er, der eigentlich Karl heißt, schon mehrfach Personen um ihr Geld geprellt hat. Die Betrugsmasche ist allerdings neu. Victoria ist sich unsicher, ob sie wirklich mit der Polizei zusammenarbeiten will, würde in dem Fall doch ihr guter Ruf und damit auch der Ruf ihrer Firma, die auf den Aspekt der soliden Familie als Werbestrategie setzt, vernichtet sein. Sie übergibt die Leitung von Stellmann Cruises an ihren Bruder, der schon lange eine andere Firmenpolitik wollte, jedoch stets an ihrem Widerstand scheiterte.
Eines Tages kommt Zoë nicht nach Hause. Sie wurde von Jacques, der inzwischen das Vertrauen der Kinder gewonnen hat, von der Schule abgeholt. Zwar kommt sie am Abend heim und ist vom Tag mit Jacques begeistert, doch erkennen Victoria und Kai, dass die vorgetäuschte Entführung ein deutliches Warnzeichen von Jacques war. Kai bringt die Kinder zunächst bei seiner Mutter unter und zieht aus dem gemeinsamen Haus aus. Victoria arbeitet nun eng mit der Polizei zusammen und erklärt sich zur Geldübergabe bereit. Der Geldkoffer wird mit einem Peilsender ausgestattet und Victoria während der Übergabe von zahlreichen Polizisten überwacht. Sie wird von Herrn Schröder abgeholt, der sie zu einem abgelegenen Grundstück führt. Hier trifft Victoria auf Jacques, der kurz darauf von der Polizei festgenommen wird.
In den nächsten Tagen erfährt die Öffentlichkeit von dem Fall und Victorias Seitensprung wird in allen Zeitungen thematisiert. Weil dort auch davon berichtet wird, dass Jacques in Harvard abgeschlossen hat, lässt sich Victoria die Jahrbücher der Universität bringen. Sie erkennt nun, dass Jacques und ihr Bruder Ansgar Kommilitonen sind. Er hat Jacques auf sie angesetzt und den Skandal erzwungen, um die Leitung von Stellmann Cruises übernehmen zu können. Beim Prozess sagt Victoria gegen Jacques aus und betont, wie wichtig ihr ihre Familie ist. Nach Ende des ersten Verhandlungstages geht sie von der Presse umringt zu ihrem Wagen. Plötzlich sieht sie Kai, der beim Prozess war. Er holt sie in sein Auto und sie lächelt ihn dankbar an. Gemeinsam fahren sie davon.

## Produktion
Kennen Sie Ihren Liebhaber? wurde unter dem Arbeitstitel Eiswind von Februar bis März 2011 in Berlin, Rostock, Warnemünde und auf dem Darß gedreht. Die Kostüme schuf Funda Dag, die Filmbauten stammen von Detlef Provvedi.
Als Inspiration diente dem Film die Affäre um BMW-Erbin Susanne Klatten, die von ihrem Liebhaber erpresst wurde, der wiederum 2009 unter großem öffentlichen Interesse verurteilt wurde. Im Vorspann des Films wird auf den rein fiktionalen Inhalt des Films hingewiesen. „Damit ja niemand behaupten kann, es werde die Geschichte von Susanne Klatten erzählt, wurde das Drehbuch eigens juristisch auf ausreichende Klatten-Distanz geprüft – so sollen etwaige Klagen vermieden werden“, schrieb Der Spiegel 2011.
Der Film hatte am 12. Januar 2012 auf dem Ersten seine Fernsehpremiere. Mit 5,28 Millionen Zuschauern und einem Marktanteil von 16,2 Prozent war es die meistgesehene Fernsehsendung des Tages.

## Kritiken
Die TV Spielfilm bewertete Kennen Sie Ihren Liebhaber? mit der schlechtesten Note (Daumen runter). Sie kritisierten, mit hölzerner Miene laviert sich Neubauer durch unterirdische Dialoge und Groschenheft-Versatzstücke […]: die naive Reiche, der kriminelle Verführer, die öffentliche Schande und anschließende Buße. Mehr Klischees wurden selten in 90 Minuten gepresst. Das Fazit lautete daher: „Mit Klischees überladener Film“. Die TV Movie bezeichnete ihn als „Schmonzette mit Krimi-Elementen“.